# 三共スポーツ
三共スポーツ株式会社（さんきょうスポーツ）は、東京都台東区に本社を置く日本の総合スポーツ用品メーカー。現在全国に6支店を保有。SURE PLAY（シュア プレイ）というブランドを持つ。1936年創業。資本金は9600万円。

## 概要
- 1936年2月、山口義彦が、運道具製造卸業を開始。
- 1946年2月、現在地に移転。
- 1950年2月、株式会社となる。
- 1970年7月、札幌店を開店。
- 1974年3月、東京都優良法人都知事賞を受賞。
- 1975年4月、優良申告法人第一回表彰状を受賞。
- 1977年2月、新潟店を開店。
- 1977年12月、仙台店を開店。
- 1978年5月、大阪店を開店。
- 1980年5月、本社に商品センターを開設。
- 1980年9月、大宮店を開店。
- 1982年3月、横浜店を開店。
- 1983年7月、福岡店を開店。
- 1996年10月、名古屋店を開店。
- 2009年10月、埼玉県に物流センターを開設。